# Cratichneumon citrinus
Cratichneumon citrinus là một loài tò vò trong họ Ichneumonidae.